# Neocurtimorda aequatorialis
Neocurtimorda aequatorialis es una especie de coleóptero de la familia Mordellidae.